# Adoua
Pour les articles homonymes, voir Adoua (homonymie).
Adoua (en alphasyllabaire guèze : ዓድዋ, ) – aussi appelée écrit Adua, Adowa, Aduwa ou Adwa – est une ville située dans le Nord de l'Éthiopie, dans la région du Tigré.
Étrangement, la ville porte le même nom qu'un volcan, l'Adoua, qui est pourtant situé à plusieurs centaines de kilomètres au sud, dans la région Afar.

## Histoire
Adoua est une ville antique dont la première mention remonte au VIe siècle dans un document lié au roi aksoumite Gebre Mesqel Lalibela. Cependant, l'histoire d'Adoua est plus ancienne puisqu'il s'agissait d'un point de passage caravanier important ainsi qu'une ville depuis laquelle l'élite d'Aksoum gouvernait la région. 
La ville reste influente durant l'Empire éthiopien. Un gouverneur y est placé par Yohannès Ier d'Éthiopie vers 1680 afin de coordonner la région. Une église y est construite en 1749, remplacée par une église plus solide en 1870 par Yohannes IV. Malheureusement, elle est détruite lors de la révolution de révolution éthiopienne.
Au milieu du XIXe siècle, Adoua, capitale du Tigré avec une population de 10 000 habitants, est réputée être la plus commerçante de l'Abyssinie, sa toile de coton étant considérée comme monnaie courante dans toute la région.
Adoua a été le théâtre de la bataille d'Adoua qui, le 1er mars 1896, mit fin à la première tentative d'invasion et de colonisation de l’Abyssinie par l'Italie (1895-1896). Les troupes abyssines, sous le commandement du négus Ménélik II, y infligèrent une sévère défaite à l’armée italienne aux ordres du général Oreste Baratieri. La débâcle d’Adoua provoqua la fin politique de Francesco Crispi, le chef du gouvernement, et obligea de fait l'Italie à renoncer à ses ambitions coloniales éthiopiennes pendant plusieurs années.
Le 3 octobre 1935, sans aucune déclaration de guerre préalable, l'aviation du régime mussolinien bombarde la ville.